# اخلاق جلالی

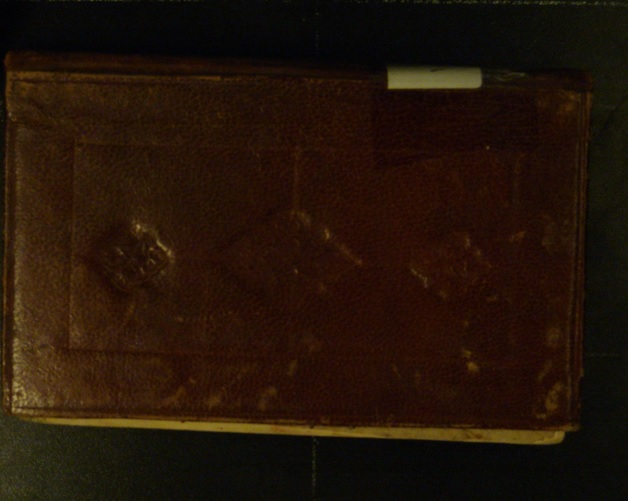
نسخهٔ خطی اخلاق جلالی که در دانشگاه فردوسی مشهد نگهداری می‌شود.

اخلاق جلالی یا لوامع الإشراق فی مکارم الاخلاق (درخشش خورشید در خوبی رفتار) کتابی است از جلال‌الدین دوانی که آن را به تبعیت از اخلاق ناصری خواجه نصیرالدین طوسی نگاشته‌است.

## دربارهٔ کتاب
دوانی در زمانی این اثر را نگاشت که تمام مطالب حِکْمی با مسائل دینی و عرفانی خَلط و آمیزش داشت و شارحان و حاشیه‌نویسانِ کتب فلسفی بر این امتزاج می‌افزودند.

## فرم و محتوای کتاب
اخلاق جلالی دارای یک «تمهید» و هفت «مطلع» و سه «لامع» است و هر لامع مشتمل بر چند «لمعه» می‌باشد. عنوان لامع نخست «در تهذیب اخلاق» است که مشتمل بر ده لمعه می‌باشد که عبارتند از: در حصر مکارم اخلاق، فضایل چهارگانه حکمت، شجاعت، عفت و عدالت، در بیان انواعی که تحت هر یک از اجناس فضایل چهارگانه‌اند، ذکر صفاتی که همانند فضایل و نه از جنس آن‌ها هستند، اجناس رذایل، در بیان شرف عدالت، در اقسام عدالت، در ترتیب اکتساب فضایل، در حفظ صحت نفس، در معالجات امراض نفسانی. لامع دوم «در تدبیر منزل» نام دارد و از شش لمعه با نام‌های در سبب احتیاج به منزل، در سیاست اقوات و اموال، در سیاست اهل، در سیاست اولاد، در رعایت حقوق پدران و مادران، در سیاست خدم تشکیل شده‌است. «در تدبیر مدن و رسوم پادشاهی» لامع سوم است و هفت لمعه دیگر با نام‌های در احتیاج انسان به تمدن، در فضیلت محبت، در اقسام مدینه، در سیاست ملک و آداب ملوک، در آداب خدمت و رسوم مقربان سلاطین و ارباب دولت، در فضیلت صداقت و وظایف معاشرت با اصدقا، در آداب معاشرت با طبقات ناس را در بر می‌گیرد. پیوست کتاب شامل حواشی و تعلیقات، آیات کریمه، احادیث، جمله‌ها و عبارت‌های عربی، ابیات فارسی و ابیات عربی می‌باشد.

## ساختار کتاب
ساختار کتاب بر اساس ساختار اخلاق ناصری می‌باشد. دوانی به منظور ایجاد سهولت در القای معانی و قابل فهم کردن مطالب برای شمار بیشتری از خوانندگان کتابش آن را ساده و خلاصه ساخته‌است. هنر او آن است که در عین انطباق مطالب کتاب با اصول حکمت عملی برای تأیید دینی آن اصول به آیات قرآنی و احادیث نبوی استشهاد می‌کند و به سخنان ائمه دین و صحابه و مشایخ و حکمای الاهی می‌آراید و نیز از ذوقیات اهل کشف و شهود برای آن چاشنی می‌سازد و با لطافت تمام سخن را به محسنات بدیعی و ظرایف شعری می‌آراید.